# Cyanea linearifolia
Cyanea linearifolia är en klockväxtart som beskrevs av Joseph Rock. Cyanea linearifolia ingår i släktet Cyanea, och familjen klockväxter. Inga underarter finns listade i Catalogue of Life.